# Frank Strandli
Frank Strandli (født 16. maj 1972) er en norsk fodboldspiller.
Standli startede sin karriere for klubben Start i hjembyen Kristianssand. Leeds United hentede Strandli til England, et ophold, der dog aldrig blev nogen succes, selv om debutkampen mod Middlesbrough blev kronet med en scoring. Efter nogle gode sæsoner hjemme i Norge, hvor han spillede for Brann og Lillestrøm skiftede Strandli til græske Panathinaikos sammen med kammeraten Erik Mykland.
Karrieren blev afsluttet i danske AaB, hvor Strandli var med til at hjemtage det danske mesterskab i 1999. Strandli, der blandt klubbens fans kun blev omtalt som "Kongen", blev derefter alvorligt skadet . Efter et kanon comeback i 2001 med 6 mål i 7 kampe, blev Strandli erklæret fodboldinvalid i 2002.
Strandli spillede 24 A-landskampe for Norge og scorede 3 mål. Han har desuden spillet 26 U21-landskampe (12 mål) og 10 U18-landskampe (1 mål).

## Klubkarriere
| Klub          | Kampe | Mål | Periode   |
| ------------- | ----- | --- | --------- |
| Start         | 90    | 36  | 1989-1993 |
| Leeds         | 16    | 2   | 1994-1995 |
| Brann         | 43    | 14  | 1994-1995 |
| Lillestrøm    | 64    | 34  | 1995-1996 |
| Panathinaikos | 60    | 18  | 1997-1999 |
| AaB           | 53    | 24  | 1999-2001 |